# HD 102776
HD 102776 (j Centauri) é uma estrela na constelação de Centaurus. Tem uma magnitude aparente visual de 4,31, sendo visível a olho nu em locais sem poluição luminosa excessiva. Com base em medições de paralaxe, está localizada a aproximadamente 600 anos-luz (184 parsecs) da Terra.
j Centauri é uma estrela de classe B da sequência principal com um tipo espectral de B3V, também já classificada como B3Vne, indicando que é uma estrela Be. Tem uma massa de 7,2 vezes a massa solar e uma idade, estimada por modelos evolucionários, de 31,6 milhões de anos. Seu raio foi calculado diretamente por medições de diâmetro angular, sendo equivalente a 3,9 raios solares. Sua fotosfera tem uma temperatura efetiva de 18 700 K e está brilhando com uma luminosidade 2 900 vezes superior à solar. A estrela está girando rapidamente com um velocidade de rotação projetada de 270 km/s, a qual lhe confere um achatamento estimado de 11%. É uma estrela variável que varia sua magnitude aparente entre 4,30 e 4,39, tendo sido classificada em um estudo como uma variável irregular lenta.
Esta estrela pertence ao subgrupo Centaurus Inferior-Crux da associação Scorpius–Centaurus, a associação OB mais próxima do Sol. Possui uma alta velocidade peculiar de 26,6 ± 5,9 km/s em relação às estrelas vizinhas, sendo considerada uma provável estrela fugitiva. A partir de dados da missão Hipparcos, é catalogada como uma binária astrométrica, o que significa que possui uma estrela companheira identificada a partir de anomalias no movimento próprio da primária.